# 巴尔洪克拉
巴尔洪克拉，是西班牙阿拉贡自治区特鲁埃尔省的一个市镇。总面积42平方公里，总人口423人（2001年），人口密度10人/平方公里。